# سوبو
سوبو (ترکی آذربایجانی: Sobu) یک منطقهٔ مسکونی در جمهوری آرتساخ است که در استان کاشاتاق واقع شده‌است.